# Calculadora humana

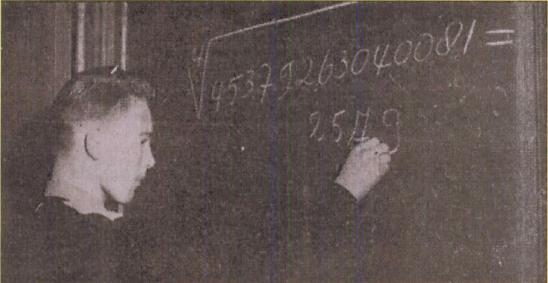
Aos 15 anos, Willem Bouman ensina aritmética mental na HBS (1954)

Calculadoras humanas são pessoas com uma habilidade prodigiosa em alguma área do cálculo mental, como multiplicação ou fatoração de grandes números. Algumas calculadoras humanas são autistas savants, com uma pequena área de muita habilidade e um pobre desenvolvimento mental em outros sentidos,[carece de fontes?] mas muitas são pessoas com desenvolvimento mental normal que simplesmente desenvolveram uma habilidade de cálculo avançada. Muitas são também experientes cientistas, linguistas, escritores, e assim por diante.
As melhores calculadoras humanas do mundo são convidadas a cada dois anos para competir no Mental Calculation World Cup. Em 12 de outubro de 2014, com apenas 13 anos, Granth Thakkar, da Índia, venceu Naofumi Ogasawara, do Japão, tornando-se campeão mundial.
Michael O'Boyle, um psicólogo americano, que previamente trabalhou na Australia e atualmente trabalha na Texas Tech University, recentemente detectou por meio de imagens por ressonância magnética que o fluxo sanguíneo para partes do cerébro responsáveis por operações matemáticas durante uma tarefa de cálculo são superiores nas calculadoras humanas do que na média da população.
Calculadoras humanas eram muito requisitadas por centros de pesquisa como o CERN antes do advento das modernas calculadoras eletrônicas e dos computadores. Veja, por exemplo, o livro de 1983: The Great Mental Calculators, cuja introdução foi escrita por Hans Eberstark.

## Calculadoras humanas na história
- Alexander Aitken
- Ampère, André-Marie
- Bidder, George Parker
- Buxton, Jedediah
- Colburn, Zerah
- Dase, Zacharias
- Deshong, Peter M.
- De Grote, Herbert
- Devi, Shakuntala
- Diamandi, Pericles
- Dysart, Willis (a.k.a. Willie the Wizard)
- Eberstark, Hans
- Euler, Leonhard
- Finkelstein, Salo
- Fuller, Thomas
- Gauss, Carl Friedrich
- Griffith, Arthur F.
- Hamilton, William Rowan
- Inaudi, Jacques
- Klein, Wim (a.k.a. Willem Klein)
- McCartney, Daniel
- Neumann, John von
- Ramanujan, Srinivasa
- Riemann, Bernhard
- Ruckle, Gottfried
- Safford, Truman Henry
- Shelushkov, Igor
- Wallis, John